# محاسبة الشراكة
عندما يتفق شخصان أو أكثر على الدخول في مشروع بملكية مشتركة، تدعى هذه العملية بالشراكة. هذا الشكل من التنظيم شائع في مشاريع الخدمات الشخصية، إضافة إلى مجالات المحاسبة القانونية والعامة.

## محاسبة الاستثمارات المبدئية
بما أن حقوق الملكية في الشراكة تكون مقسمة على طرفين أو أكثر، يجب التفريق بين حسابات رأس المال والحسابات الجارية.

## استثمار النقد
إذا استثمر أحد الشريكين نقوده في الشراكة، يُقتطع المبلغ من الحساب النقدي للشراكة، ويضاف إلى حساب رأس المال الخاص بالشريك على صورة مبلغ يساوي المبلغ المستثمر.

## استثمار الأصول غير النقدية
إذا استثمر الشريك أصولًا غير نقدية بدلاً من النقد، يضاف حساب مدين للأصل، ويضاف إلى حساب رأس مال الشريك مبلغ مساوٍ للقيمة السوقية للأصل المستثمر.
عند وجود دين مقابل للأصول التي استثمرها أحد الشركاء، يمكن للشراكة أن تتحمل المسؤولية. في هذه الحالة، يُخصم حساب قيمة الأصول، ويضاف إلى حساب رأس المال الخاص بالشريك مبلغ مساوٍ للفرق بين القيمة السوقية للاستثمار غير النقدي والديون المترتبة عليه.

## فائدة رأس المال
فائدة رأس المال هي فائدة تعطي حاملها حصة من المبلغ المالي في كل من الحالتين التاليتين:
- انسحاب المالك من الشراكة.
- تصفية أملاك الشراكة.

لا يعد حق المشاركة في الأرباح والعائدات فائدة رأس مال في الشراكة. يُحدد ذلك بشكل عام عند استلام فائدة الشراكة.

## حساب رأس المال
يمثل حساب رأس المال لكل طرف في الشراكة حصته من هذه الشراكة.
يمكن أن يزداد حساب أحد الشركاء في الحالات التالية:
- إجراء المالك استثمارات إضافية خلال العام.
- تقديم المالك مدفوعات مؤكدة للمؤسسة.
- تحقيق الشراكة لأرباح، وتخصيص حصة من الأرباح للشريك.

تسجل زيادة رأس المال في جانب الربح من حساب رأس المال.
يعتبر الراتب وعائدات الفائدة الربحية مدفوعات مؤكدة.
قد ينقص حساب رأس المال العائد لشريك من الشركاء عندما يجري المالك سحباً للنقد أو الأملاك.

## المدفوعات المؤكدة
المدفوعات المؤكدة هي تلك المدفوعات المقدمة من الشراكة إلى أحد الشركاء، وتكون محددة بصرف النظر عن دخل الشراكة. يعد التعويض عن الخدمات ورأس المال مدفوعات مؤكدة.
تتعامل الشراكة بالمدفوعات المؤكدة لقاء الخدمات -أو لقاء استخدام رأس المال- كما لو أنها مدفوعة لشخص خارج الشراكة. تهدف هذه المعاملة إلى تحديد الدخل الإجمالي ونفقات العمل القابلة للحسم.
من ناحية ضريبية، تعامل المدفوعات المؤكدة كأنها حصة الشريك الفردية من دخل تقليدي. كما لا تخضع المدفوعات المؤكدة لضريبة الخصم من المورد.
تخصم الشراكة في الولايات المتحدة الأمريكية عادة المدفوعات المؤكدة اعتماداً على البند العاشر من قانون دائرة الإيرادات الداخلية 1065 كنفقات عمل. وتذكر أيضاً في جداول دائرة الإيرادات الداخلية K و K-1 لعائدات الشراكة. يعد الشركاء المدفوعات المؤكدة كدخل اعتيادي، بالإضافة إلى حصصهم الفردية من الدخل الاعتيادي الآخر الخاص بالشراكة.

## توزيع الدخل الصافي
الإيرادات – المصاريف = الدخل الصافي
إذا تخطت الإيرادات مجموع النفقات في فترة معينة، يعتبر الفرق دخلًا صافيًا للشراكة خلال هذه الفترة الزمنية. إذا تخطت النفقات مجموع الإيرادات في المرحلة، يعتبر الفرق خسارة صافية للشراكة في هذه الفترة.
المصاريف الإدارية والرواتب ومصاريف الفائدة هي مدفوعات مؤكدة. تقتطع الشراكة عادة المصاريف المؤكدة وفق البند العاشر من قانون هيئة الإيرادات الداخلية كنفقات عمل.
إذا دفع الشركاء لأنفسهم رواتب عالية، يكون الدخل الصافي منخفضاً، لكن هذا لا يؤثر في الشؤون الضريبية، إذ يعتبر تعويض الشركاء والدخل الصافي الموزع دخلاً اعتيادياً بالنسبة للأغراض الضريبية كما يذكر في القانون 1040. لا يهم إن سحب الشريك أي مبلغ من المال من حساب رأس المال الخاص به، لأن الضرائب تحسب في النهاية على الدخل الصافي المخصص للشريك، بالإضافة إلى التعويض المالي من الشراكة، وليس على المبلغ المسحوب.
يوزع الدخل الصافي -أو الخسارة الصافية- على الشركاء وفقاً لبنود اتفاقية الشراكة. في حال غياب أي اتفاق بين الشركاء، يجب تقسيم الأرباح والخسائر بشكل متساوٍ بين الشركاء بصرف النظر عن نسبة الاستثمار الفردي لكل شريك. إذا حددت اتفاقية الشراكة كيفية توزيع الأرباح بين الشركاء، يجب تقسيم الخسائر وفقاً لأسس الأرباح ذاتها. أما الدخل الصافي فهو لا يتضمن الأرباح أو الخسائر من استثمار الشراكة.

## حساب الربح والخسارة
يحسب الشركاء دخلهم الصافي أو خسارتهم الصافية، ويجهزون حساب الربح والخسارة خلال العام.

## توزيع فائدة الملكية

### الشركاء المتساوون
المثال الأول: افترض أن مالكاً واحداً وافق على إدخال شريك واحد مساوٍ له لقاء مبلغ معين من المال. في هذه الحالة يعطي المالك الوحيد -الشريك أ- شريكه الجديد -الشريك ب- حصة مساوية في الشراكة. يقسم 100% من ربح المالك الأصلي بالمناصفة، ليملك كل من الشريكين 50% من الفائدة الناتجة عن الشراكة. والشريك أ في هذه الحالة باع فعلياً 50% من الملكية للشريك ب.
المثال الثاني: افترض أن كلاً من الشريك أ والشريك ب يملك 50% من الفائدة، واتفقا على إدخال الشريك ج وإعطائه حصة مساوية لهما في الملكية. في هذه الحالة يحصل كل من الشركاء الثلاثة على 33.3% من  حصة الشراكة. تنخفض فوائد الشريك أ والشريك ب من 50% إلى 33.3%، أي أن كلاً من الشريكين الأصليين باع 16.7% من قيمة الملكية للشريك ج.
المثال الثالث: افترض وجود 3 شركاء متساوين، يملك كل منهم 33.3% من حصة الأرباح والخسائر، واتفقوا على إدخال شريك رابع. سيملك كل من الشركاء الأربعة 25% من حصة الشراكة. تنخفض حصة الشركاء الثلاثة الأصليين من 33.3% إلى 25%، أي يبيع كل منهم 8.3% من قيمة الملكية للشريك الرابع الجديد.
في أي حالة من الحالات السابقة، يجب أن يتفق جميع الأطراف على الطريقة المحددة لإعادة ترتيب حصص أرباح أو خسائر الشراكة المالية بعد إدخال شريك جديد إليها.

## الشركاء غير المتساوين
المثال الأول: افترض وجود شريكين غير متساويين في شراكة. يملك الشريك أ 60% من الملكية، ويملك الشريك ب 40% منها، واتفق هذان الشريكان على إدخال شريك ثالث؛ للشريك ج عدة خيارات للدخول في الشراكة:
يمكن له شراء حصة (حقوق ملكية) من الشريك أ.
يمكن له شراء حصة من الشريك ب.
يمكن له شراء حصة من الشريك أ والشريك ب.
يمكن أن يتفق كل من الشريك أ والشريك ب على بيع 50% من حصتيهما للشريك ج. في هذه الحالة سوف يبقى مع الشريك أ 30%، والشريك ب 20%، أما الشريك ج فسوف يملك 50% أي (30% + 20%) من حصة الشراكة.
يمكن أن يتفق كل من الشريك أ والشريك ب على بيع 25% من حصة كل منهما للشريك ج. في هذه الحالة، سيملك 25% (15% + 10%) من حصة الشراكة.
يمكن أن يقرر الشريك أ بيع 25% من حصته للشريك ج. أما الشريك ب فقد يقرر بيع 50% من حصته للشريك ج. في هذه الحالة سيملك الشريك ج 35% (15% + 20%) من قيمة الشراكة.
المثال الثاني: بفرض وجود 3 شركاء. يملك الشريك أ 50% من الحصة، والشريك ب يملك 30% منها والشريك ج 20%. يملك الشركاء معاً مجموع 100% من قيمة الشراكة.
اتفق الشركاء على قبول شريك رابع هو الشريك د. للشريك د عدة خيارات. يمكن له شراء حصص من فوائد أحد الشركاء أو من أكثر من شريك.
بفرض اتفاق الشركاء الثلاثة على بيع 20% من فائدة الشراكة للشريك الجديد، توجد أكثر من طريقة لإعادة ترتيب حصص الشراكة الجديدة.